# 고더드 우주 비행 센터

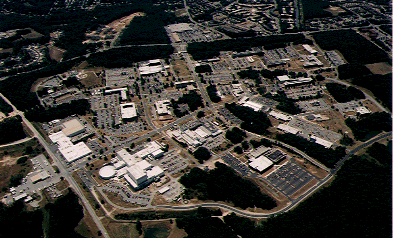
위성에서 바라본 고다드 우주 비행 센터의 모습

고다드 우주 비행 센터(Goddard Space Flight Center, 줄여서 GSFC)는 미국 항공우주국(NASA)의 주요 우주 연구소이다. 이 연구소는 1959년 5월 1일에 설립된 최초의 우주 센터이다.
약 10,000 명의 공무원과 계약직 연구원이 근무하고 있으며 워싱턴 D.C.로부터 북동쪽으로 약 6.5 마일(10.5km) 떨어진 곳에 있는 메릴랜드주의 그린벨트에 위치해 있다. GSFC는 10개의 주요 NASA 연구 시설 중 하나이며, 미국 현대 로켓 추진 연구의 선구자인 로버트 고다드의 이름을 따서 지어졌다.
GSFC는 우주에서 관측을 통해 지구, 태양계, 우주에 관한 지식을 늘리기 위해 과학자와 공학자들이 결합된 미국에서 최대 조직이며 무인 과학 탐사선을 개발하고 운영하기 위한 미국의 주요 연구소이다. GSFC에서는 과학적 탐구, 우주 탐사를 위한 체계를 개발하고 작동하며, 관련된 기술을 개발하고 있다.
과학자들은 미션을 개발하고 지원하며, 공학자와 기술자들은 미션 수행을 위한 탐사선을 디자인하고 제작하고 있다. GSFC의 과학자 존 매더는 2006년 우주배경 탐사선을 이용한 탐사에 관한 공로로 노벨 물리학상을 공동 수상하였다.
또한 우주선 추적과 데이터 축적 네트워크(Space Network과 Near Earth Network)를 운영하고 있으며, 우주와 지구 과학의 정보를 측정하는 체계를 개발 운영하고 있으며, 미국 해양대기청의 위성 체계를 개발하였다.
GSFC에서 많은 국제 공동 연구 프로젝트와 NASA 프로젝트들이 운영 또는 관리되고 있는데 예를 들면, 허블 우주 망원경, Explorer program, Discovery Program, Earth Observing System(EOS), INTEGRAL, 소호 태양 관측 위성(SOHO), Rossi X-ray Timing Explorer(RXTE), Swift Gamma-Ray Burst Mission등이 있다. 임무가 종료된 미션들로는 Compton Gamma Ray Observatory, Solar Maximum Mission, 우주배경 탐사선, International Ultraviolet Explorer, ROSAT 등이 있다. 보통 지구 궤도에서의 무인 지구 관측 프로젝트와 관측소들은 GSFC에 의해 관리되고 무인 항성 프로젝트는 캘리포니아주의 패서디나에 있는 제트 추진 연구소에서 관리된다.

## 같이 보기
- 미국 항공우주국
- 제트 추진 연구소